# Габітат III
Габітат III, також Хабітат III, Конференція ООН з житла і сталого міського розвитку, що відбулася у Кіто, Еквадор, у жовтні 2016 року. На конференції був узгоджений підсумковий документ «Нова програма розвитку міст», англ. New Urban Agenda
Після узгодження на конференції в Кіто документ «Нова програма розвитку міст» був схвалений Генеральною Асамблеєю ООН 23 грудня 2016 року.
Конференції («Габітати») відбуваються раз на 20 років і визначають глобальний порядок денний для політик у сфері розвитку міст на різних рівнях по всьому світу. Габітат I відбувся 1976 року у Ванкувері, Канада; Габітат II — 1996 року у Стамбулі в Туреччині.